# A Dip in the Briney

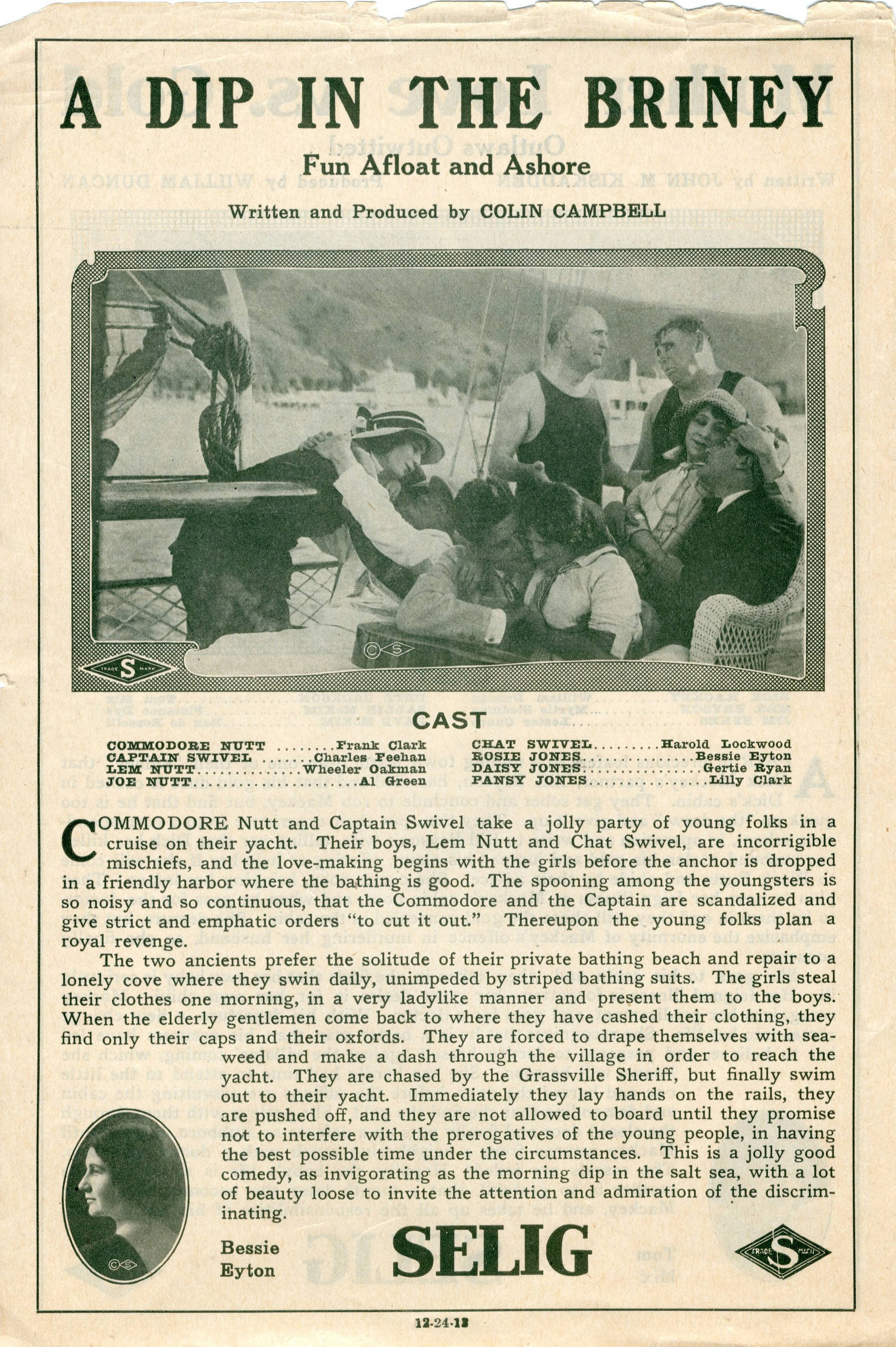
Prospectus publié lors de la sortie du film A Dip in the Britney, 1913.

A Dip in the Briney est un film muet américain réalisé par Colin Campbell et sorti en 1913.

## Fiche technique
- Réalisation : Colin Campbell
- Scénario : Colin Campbell, d'après son histoire
- Genre : Comédie
- Date de sortie : 
  - États-Unis : 24 décembre 1913

## Distribution
- Harold Lockwood
- Bessie Eyton
- Wheeler Oakman
- Frank Clark
- Charles E. 'Bunny' Feehan
- Alfred E. Green
- Gertrude Ryan
- Lillian Clark